# VGLL1
VGLL1 (англ. Vestigial like family member 1) – білок, який кодується однойменним геном, розташованим у людей на довгому плечі X-хромосоми. Довжина поліпептидного ланцюга білка становить 258 амінокислот, а молекулярна маса — 28 707.
| 10         |  | 20         |  | 30         |  | 40         |  | 50         |
| ---------- |  | ---------- |  | ---------- |  | ---------- |  | ---------- |
| MEEMKKTAIR |  | LPKGKQKPIK |  | TEWNSRCVLF |  | TYFQGDISSV |  | VDEHFSRALS |
| NIKSPQELTP |  | SSQSEGVMLK |  | NDDSMSPNQW |  | RYSSPWTKPQ |  | PEVPVTNRAA |
| NCNLHVPGPM |  | AVNQFSPSLA |  | RRASVRPGEL |  | WHFSSLAGTS |  | SLEPGYSHPF |
| PARHLVPEPQ |  | PDGKREPLLS |  | LLQQDRCLAR |  | PQESAARENG |  | NPGQIAGSTG |
| LLFNLPPGSV |  | HYKKLYVSRG |  | SASTSLPNET |  | LSELETPGKY |  | SLTPPNHWGH |
| PHRYLQHL   |  |            |  |            |  |            |  |            |

A: Аланін

C: Цистеїн

D: Аспарагінова кислота

E: Глутамінова кислота

F: Фенілаланін

G: Гліцин

H: Гістидин

I: Ізолейцин

K: Лізин

L: Лейцин

M: Метіонін

N: Аспарагін

P: Пролін

Q: Глутамін

R: Аргінін

S: Серин

T: Треонін

V: Валін

W: Триптофан

Задіяний у таких біологічних процесах, як транскрипція, регуляція транскрипції. 
Локалізований у ядрі.